# 甘乃威解僱女助理事件

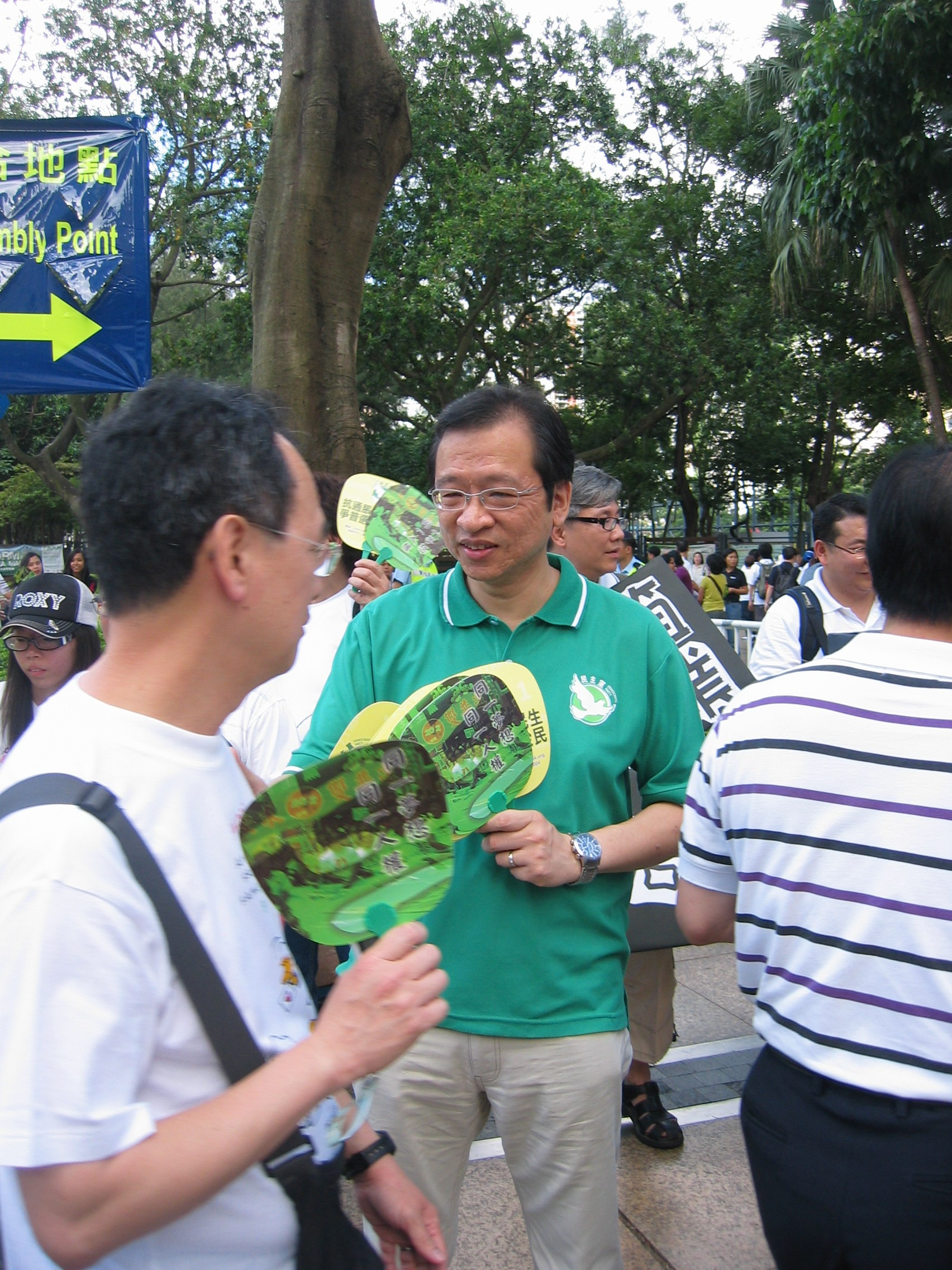
立法會議員甘乃威

甘乃威涉及性騷擾解僱女助理事件發生於2009年9月的香港。事件指已婚的立法會議員甘乃威疑因追求其女助理、前亞視新聞主播王麗珠不遂，在2009年9月25日解僱王麗珠。事件揭發後對香港社會造成軒然大波。引起有關立法會議員誠信以及婦女權利的討論。

## 事件起因
2009年10月4日，蘋果日報獨家頭版大標題系列報道立法會議員甘乃威在2009年9月24日突然解僱女助理王麗珠，隨後王麗珠向民主黨主席何俊仁以及副主席劉慧卿投訴，指甘乃威因求愛不遂將其解僱。要求民主黨對甘乃威作出調查。
甘乃威在10月3日確認在9月24日曾終止一名員工的雇用合約，但否定其中涉及性騷擾成分，也表示日後在終止員工合約時將會作出檢討。
民主黨主席何俊仁和劉慧卿證實曾經收到一名女士投訴甘乃威，而在與該名女士會面了解事件時表示事情已解決，但沒有就是否涉及性騷擾成分作出表態，表示事件與個人隱私有關因此不作評論。而何俊仁表示民主黨將嚴肅徹查事件。另一方面，有報道稱，甘乃威曾私下向何俊仁表示對王麗珠有好感，并承認做錯事。立法會前功能組別議員譚香文稱甘乃威曾兩次明確向王麗珠示愛，王麗珠以對方已婚為由拒絕。同時指出甘乃威用詞明確，并不會造成誤會；同時指出指甘乃威因安慰王麗珠感情問題而被誤會的說法無恥。王麗珠隨後致電譚香文，要求停止對外發布任何消息。而譚香文在接受有線電視的訪問時承認因對甘乃威的行為深感不滿因此未經王麗珠同意發布消息，并深表歉意。
10月6日，甘乃威在電臺節目上承認自己可能因一時感性而向王麗珠表達好感，但否認此為示愛行為。同時表示因為當時自己脾氣暴躁並且不滿其工作態度而解僱王麗珠。另一方面也在電臺節目中否認妻子提出離婚，并向王麗珠道歉。10月8日，甘乃威會向民主黨中央委員會交待時間并會配合相關調查。

## 調查
2009年10月7日，幫助民主黨調查事件的香港人權監察總幹事羅沃啟表示，當調查委員會人員確定後，會對被解僱的女助理王麗珠見面接觸，然而在11月17日王麗珠卻表示拒絕參與調查。10月9日，民主黨主席何俊仁表示對事件的處理方法需要視乎調查結果而定。
同日，立法會內務委員會根據《立法會議事規則》第49B條（1A）項取消議員資格的條文：根據《基本法》第七十九（七）條動議譴責議員的議案，37名議員一致通過由公民黨議員吳靄儀所提出的建議，成立專責委員會調查事件，并在10月16日決定由4位議員起草譴責議案。11月16日，立法會內部委員會向王麗珠提交譴責甘乃威動議的草稿審閱，并指出若罷免議案經立法會三分之二議員通過，甘乃威將失去議員議席。11月19日，民主黨黨內紀律委員會發信何俊仁，通知黨內中央委員會、紀律委員會已就甘乃威事件在立法會完成調查後啟動內部調查。而何俊仁提出若王麗珠不出庭作供則立法會理應停止對事件所作出的調查。
2010年11月，負責調查事件的立法會委員會本已決定在女主角王麗珠拒絕作供下，開始撰寫調查報告，但委員會突然決定傳召甘乃威的另一前女助理呂小姐，並破天荒在立法會大樓外一個秘密地方閉門作供。
2012年4月，立法會對甘乃威的譴責動議以0票支持、27票反對、20票棄權而被否決。

## 女事主聲明
2009年12月3日，王麗珠向媒體發表聲明，指事件曝光以後，王麗珠以及其家人承受極大的心理壓力，并透露事件經過，以喚醒社會對女性在辦公室遇到的困境的關注。
根據聲明，2009年6月15日，甘乃威要求與王麗珠單獨在中環一高級餐廳面談，期間甘乃威表示有好感并表白，讓王麗珠錯愕并馬上拒絕。隨後多次提出辭職，但甘乃威表示要求王麗珠再三考慮大家關係而不希望其辭職。在被拒絕後，甘乃威仍然多次提出要與王麗珠單獨見面，但被王麗珠一一拒絕，以避免甘乃威再有遐想。但因為工作需要無可避免地仍然多次需要單獨與甘乃威會面。9月23日中午，甘乃威邀請秘書和王麗珠一同外出用膳，王麗珠沒有回應。而當甘乃威離開辦公室後致電王麗珠再次邀請外出用膳，王麗珠拒絕；之後再追問在第二天能否應約，但同樣被王麗珠再一次拒絕。而當天下午甘乃威返回辦公室，并要求與王麗珠單獨在另一間房間中約談公事，而王麗珠認為可於辦公室內面談公事，因此拒絕關上房門。
9月24日，甘乃威以及其同事在辦公室召開會議，期間王麗珠為趕時間在開會期間同時撰寫新聞稿。甘乃威不滿意，并要求其他同事改在另處繼續會議，而在完成撰寫新聞稿後王麗珠返回會議。然而在9月25日，甘乃威表示因無法與王麗珠合作辭退王麗珠。
在當晚，王麗珠前雇主譚香文約同王麗珠向民主黨副主席劉慧卿投訴此事件，而譚香文表示全力協助王麗珠在民主黨尋找新職位，或要求金錢賠償。而翌日劉慧卿致電王麗珠稱可以在民主黨內安排新工作，王麗珠只作答謝并沒有任何回應。而王麗珠在9月30日會見民主黨主席何俊仁以及副主席劉慧卿時，提出要求：要求甘乃威以個人名義發出道歉信，就不合理辭退王麗珠作出道歉；同時要求甘乃威在立法會議員辦事處發出在職證明以澄清王麗珠的工作表現正常。另外要求民主黨向立法會議員作出通報，甘乃威曾對王麗珠作出表白以及辭退王麗珠的原因與工作表現無關。而何俊仁答應民主黨內全體議員譴責甘乃威并在黨內辦事處通報王麗珠解僱并非工作表現問題。最後表示從10月事件被揭發王麗珠驚訝於事件越演越烈導致所帶來的壓力超出估計。并要求代表律師致信民主黨與立法會指壓力問題拒絕相關調查，從而希望事件告一段落。

## 聲明回應
2009年12月初，多名功能組別議員包括旅遊界議員謝偉俊提出「不得就譴責議案再採取任何行動」的議案，要求立法會終止調查。12月3日，何俊仁在商業電臺節目中表示，王麗珠理解可能有問題，所發出的聲明而并不完全準確。在事件未被清楚了解前，何俊仁并無向民主黨黨團內召開會議，因此并沒有作出承諾，只答應討論事件以及確認王麗珠的工作能力。12月9日，立法會議員展開辯論，最終否決之前所提出的終止譴責甘乃威議員議案。而同日甘乃威向媒體以及在場議員發出一份6月至9月期間《甘乃威就王麗珠女士表現的督導撮要》。撮要上指出，在工作期間王麗珠不愿出席會議、并沒有按照指示修改文件錯誤、無故提出放假要求、拒絕撰寫新聞稿、工作表現欠佳以及沒有在工作時間登陸MSN向甘乃威聯絡等。
另一方面，甘乃威指出，從8月10日開始，曾多次向王麗珠發出電子郵件，稱不滿拒絕工作任務，又多次在部分任務開始前突然要求放假。9月11日，甘乃威再次發送電子郵件斥責王麗珠從8月開始沒有登陸MSN使其無法作出工作安排。9月20日，甘乃威召集其他議員助理，準備召開會議譴責王麗珠。而甘乃威稱已應王麗珠要求在10月初發出道歉信，表示自己脾氣暴躁，沒有顧忌員工感受而表示歉意，并賠償相當於半年工資的十五萬賠償。
在辯論中，甘乃威在辯論未開始前搶先發言，欲將工作撮要當庭讀出，但被立法會主席曾鈺成馬上阻止，提醒不應談及撮要中的具體內容
。但最後甘乃威最終將內容向外公布，也表示會在調查期間發布與王麗珠來往的電子郵件副本。

## 爭議及影響
有報道稱，王麗珠曾在多年前戀上一名任職消防員的紀律部隊成員，而王麗珠當時并不知道該名消防員已婚。當王麗珠知悉後立刻提出分手要求，但被對方勒索。王麗珠在2009年6月與譚香文一同前往警署報案。同時，王麗珠也向上司甘乃威求助，向其表示自己遭受事件困擾并發送短信訴苦。而甘乃威則向立法會呈交短信內容，而該短信內容則會證明甘乃威是否向王麗珠作出示愛。

## 異議
有報刊評論文章指本次事件「從性質而言不算特別嚴重」，只是因為民主黨內有「大佬」趁機利用該事件打擊不甚聽話的甘乃威，才演變成「輿論審判」。

## 外部連結
- 頭條日報專題--求愛羅生門
- 誰欲置甘乃威於死地？，香港文匯報，2010-11-17